# Molophilus maurus
Molophilus maurus är en tvåvingeart som beskrevs av Paul Lackschewitz 1925. Molophilus maurus ingår i släktet Molophilus och familjen småharkrankar. Inga underarter finns listade i Catalogue of Life.